# Gabriel Christian Carl Hermann Schroeder

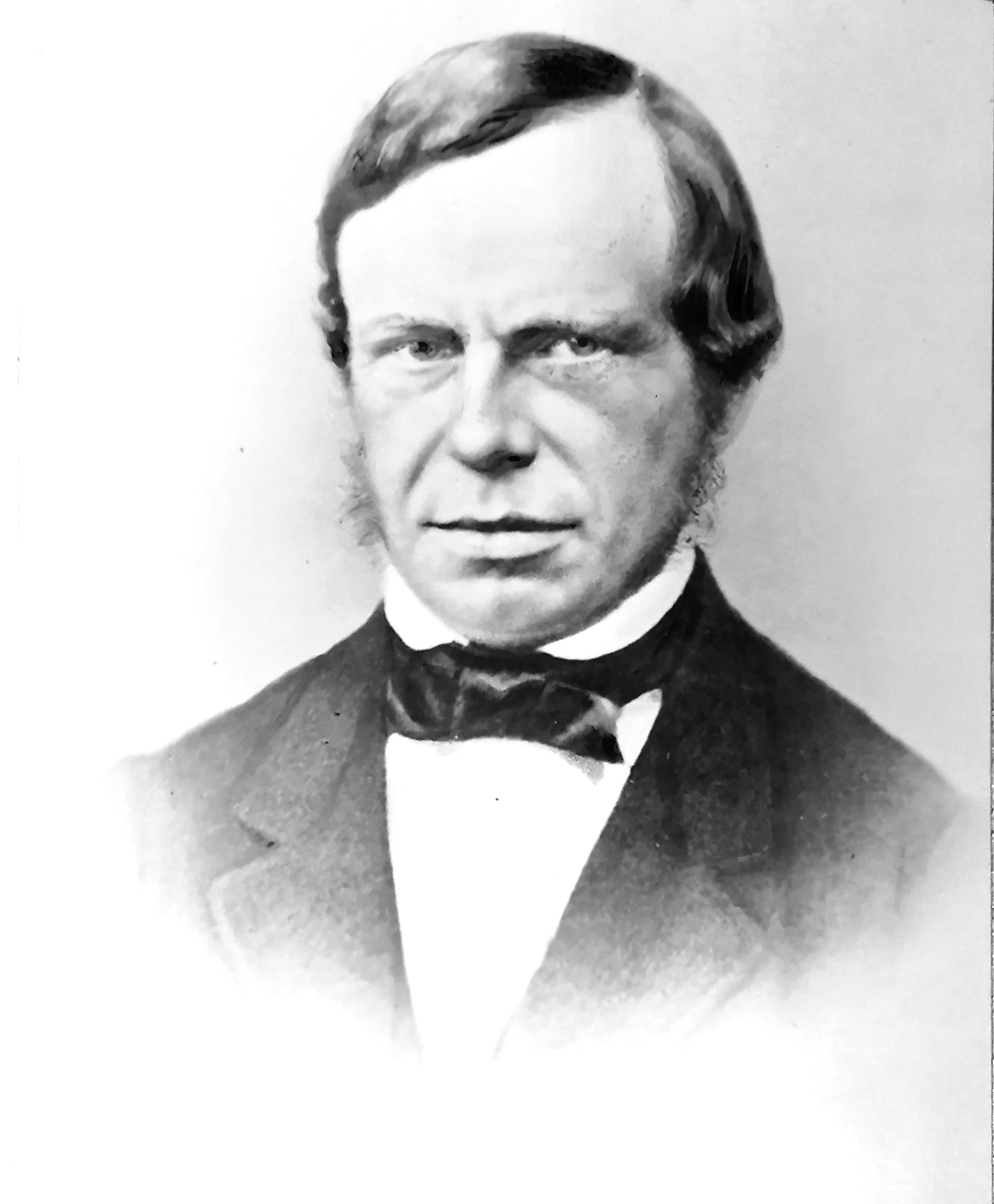
Erwählter Senator (1865)

Gabriel Christian Carl Hermann Schroeder (* 26. April 1823 in Lübeck; † 26. Oktober 1883 ebenda) war ein deutscher Kaufmann und Senator der Hansestadt Lübeck.
Schroeder war Sohn des Lübecker Juristen, Kaufmanns und Historikers Hermann Schröder. Er gründete mit Peter Hinrich Rodde 1851 das Handelshaus Rodde, Schröder & Co in Lübeck. Von 1859 bis 1865 war er Vizekonsul der Vereinigten Staaten in Lübeck. Er wurde 1863 Mitglied der Bürgerschaft und 1864 Präses der Handelskammer, die den Vorstand der Kaufmannschaft zu Lübeck bildete. 1865 wurde er zum Senator der Hansestadt gewählt. Im Senat war er Mitglied der Kommission für Handel und Schifffahrt, ab 1866 auch der Kommission für auswärtige Angelegenheiten. Ab 1881 war Schroeder auch Präses des Steuerdepartments. Weiter wirkte er im Finanzdepartement, dem Stadt- und Landamt, der Baudeputation und der Armenanstalt.
An Stelle des aus der Direktion der Privatbank scheidenden Fr. Matthiesen wurde in der Generalversammlung am 23. Februar 1875 Schroeder und an Stelle von Georg Eduard Tegtmeyer Johs. Siemssen zum Revisor erwählt.
Auf der Generalversammlung der Deutschen Lebensversicherungsgesellschaft zu Lübeck am 8. Mai 1884 wurde an Stelle des verstorbenen Senators Schroeder Ferdinand Dahlberg zum Mitglied des Aufsichtsrates gewählt.

## Referenzen
1. ↑   Local- und vermischte Notizen. In: Lübeckische Blätter; 17. Jg., Nummer 16, Ausgabe vom 28. Februar 1875, S. 96.
2. ↑  Die Deutsche Lebensversicherungs-Gesellschaft zu Lübeck ist 1828 gegründet worden. Als Aktiengesellschaft wurde sie 1927 von der Allianz übernommen.
3. ↑  Local- und vermischte Notizen. In: Lübeckische Blätter, 26. Jahrgang, Nummer 38, Ausgabe vom 11. Mai 1884, S. 240.

| Personendaten    | Personendaten                                        |
| ---------------- | ---------------------------------------------------- |
| NAME             | Schroeder, Gabriel Christian Carl Hermann            |
| KURZBESCHREIBUNG | deutscher Kaufmann und Senator der Hansestadt Lübeck |
| GEBURTSDATUM     | 26. April 1823                                       |
| GEBURTSORT       | Lübeck                                               |
| STERBEDATUM      | 26. Oktober 1883                                     |
| STERBEORT        | Lübeck                                               |